# Phare Akra Kavoulia
Le phare Akra Kavoulia est situé au Cap Kavoulia sur le golfe Pagasétique (Pagasitikos Kolpós) en Grèce. Il est achevé en 1864.

## Caractéristiques
Le phare est une tour carrée blanche, dont le dôme de la lanterne est de couleur verte. Accolé à la maison du gardien, il s'élève à 22 mètres au-dessus de la mer Égée. Ce phare est construit par une compagnie française pour l'empire ottoman. Il devient la propriété de la Grèce en 1881.

## Codes internationaux
- ARLHS[3] : GRE-128
- NGA : 16528
- Admiralty[4] : E 4442

## Source
(en) [PDF] List of lights radio aids and fog signals - 2011 - The west coasts of Europe and Africa, the mediterranean sea, black sea an Azovskoye more (sea of Azov) (la liste des phares de l'Europe, selon la National Geospatial - Intelligence Agency)- Version 2011 - National Geospatial - Intelligence Agency